# 倾斜式舞台 (剧院)

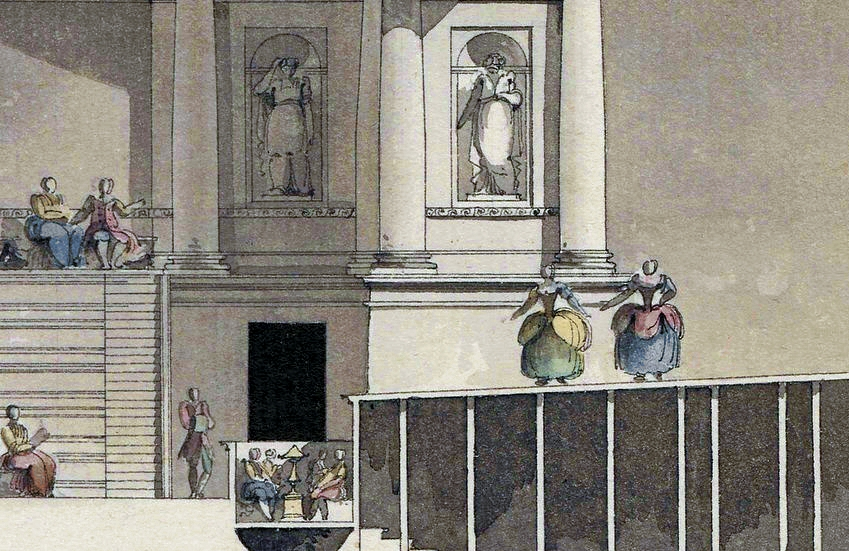
圣彼得堡18世纪冬宫剧院的部分倾斜式舞台（右）。

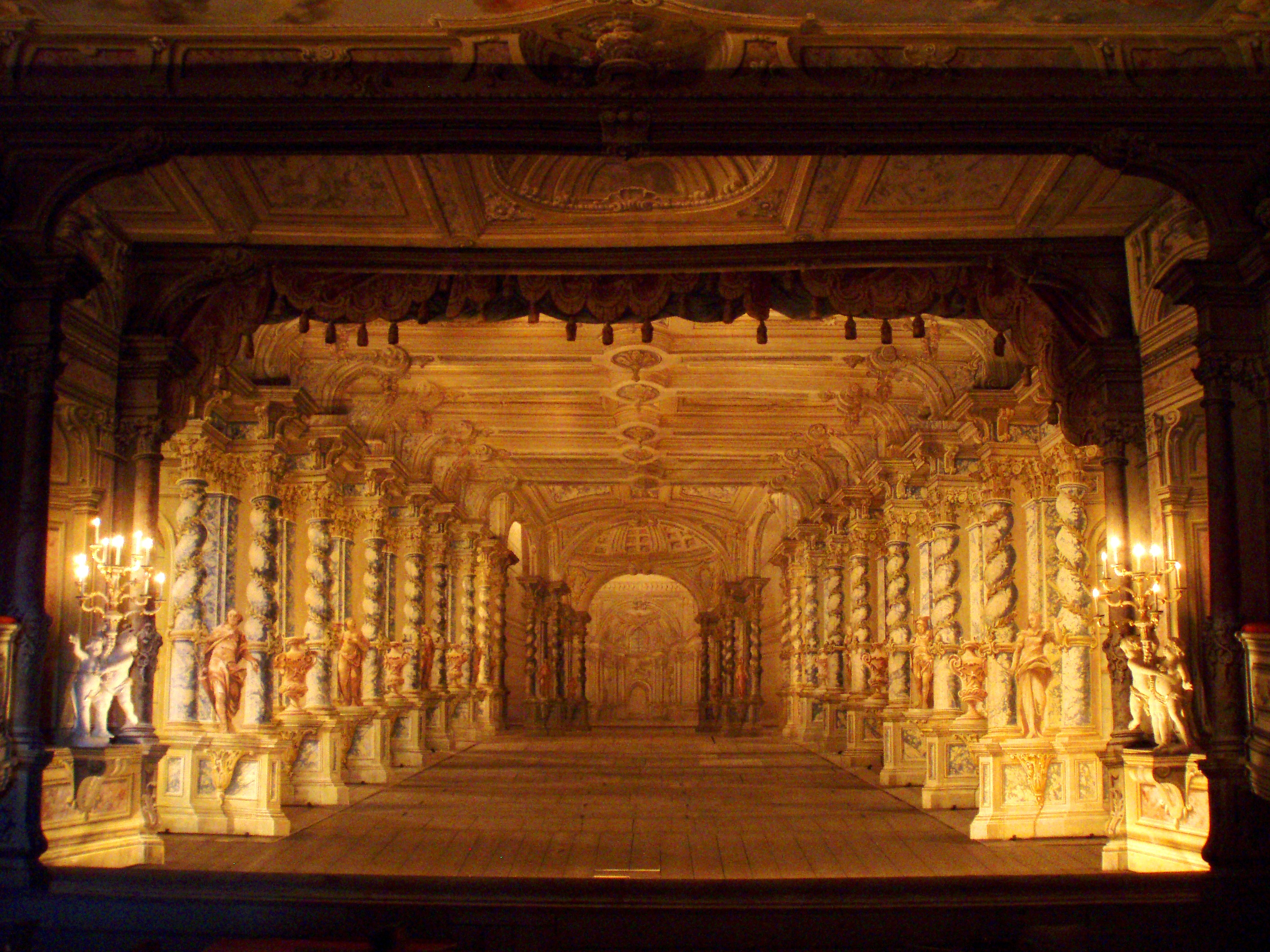
捷克克鲁姆洛夫城堡的17世纪剧院的透视幻觉。摊位的地板是平的

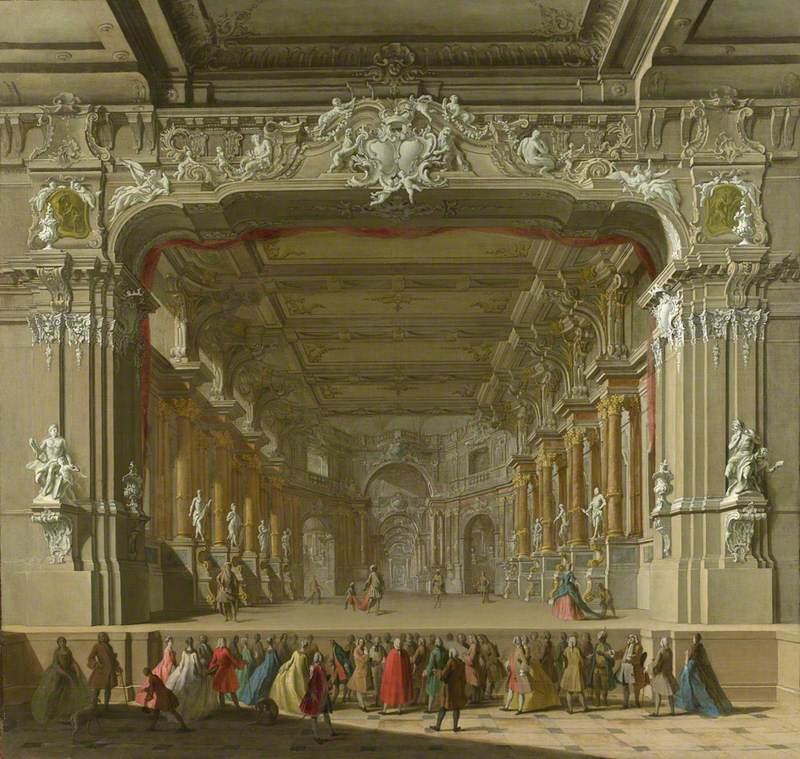
具有倾斜感和透视的舞台设计，意大利北部的Bibiena学校

倾斜式舞台是一种向上倾斜的戏剧舞台，远离观众。这种设计是中世纪和现代早期英国剧院的典型设计，可以改善观众的视野和声音。它还有助于产生透视的错觉：当布景的特征与舞台后方的名义消失点对齐时，倾斜的舞台会支持这种错觉。这些布景元素被称为 "斜件"（raking pieces） 。
倾斜的座位是指在远离舞台的地方有一个向上的坡度，以使后面的观众比在同一水平上的座位有更好的视野。

## 倾斜角度
倾斜角度通过水平和垂直距离比或者百分比表示。水平距离和垂直高度一样时，夹角度数为45°，倾斜度1：18(5.56%) 到1：48 (2.08%) 较为常见。

## 历史
20世纪初以后修建的剧院，一般将倾斜设计应用在观众席，而不是舞台，其渊源可追溯到古希腊和罗马时期“平台层席”（非倾斜的舞台加上倾斜、楔状的观众席）的剧院设计。
因为，演员在非水平的舞台表演可能导致动作变形、步履蹒跚等问题。这对于芭蕾舞演员来说，影响尤其大。因此，一些老剧院也已经将斜台改造为水平台。
在一些歌剧、百老汇和伦敦西区的演出中仍然可以看到倾斜的舞台，即在剧院的永久性平坦舞台上建造一个临时的倾斜表演面。创造一个倾斜的舞台也可以帮助那些用强制透视法设计的场景。
至今，欧洲的一些剧院还保留着倾斜舞台的传统。俄罗斯的莫斯科大剧院、瑞士洛桑国际芭蕾舞比赛举办地Beaulieu剧院就是如此。
这样设计是为了让演员的表演可看性更强，特别是演员众多的宏大场面，斜台形成的层次感更为清晰。既避免了后排观众起立观看的尴尬，也不会让后部的演员淹没在舞台上。

## 上台
在一个倾斜的舞台上，离观众较远的演员比离观众较近的演员要高。这就导致了“上台”（upstage）和“下台”（downstage）的剧场位置，分别意味着离观众更远或更近。
“上台”是指一个演员移到耙子（舞台）上一个更高的位置，导致上台的演员（他呆在更低的位置，更接近观众）背对着观众向演员讲话。此后，"upstaging"一词有了形象化的含义，即一个演员肆无忌惮地把观众的注意力从另一个演员身上引开。